# Gail Boudreaux

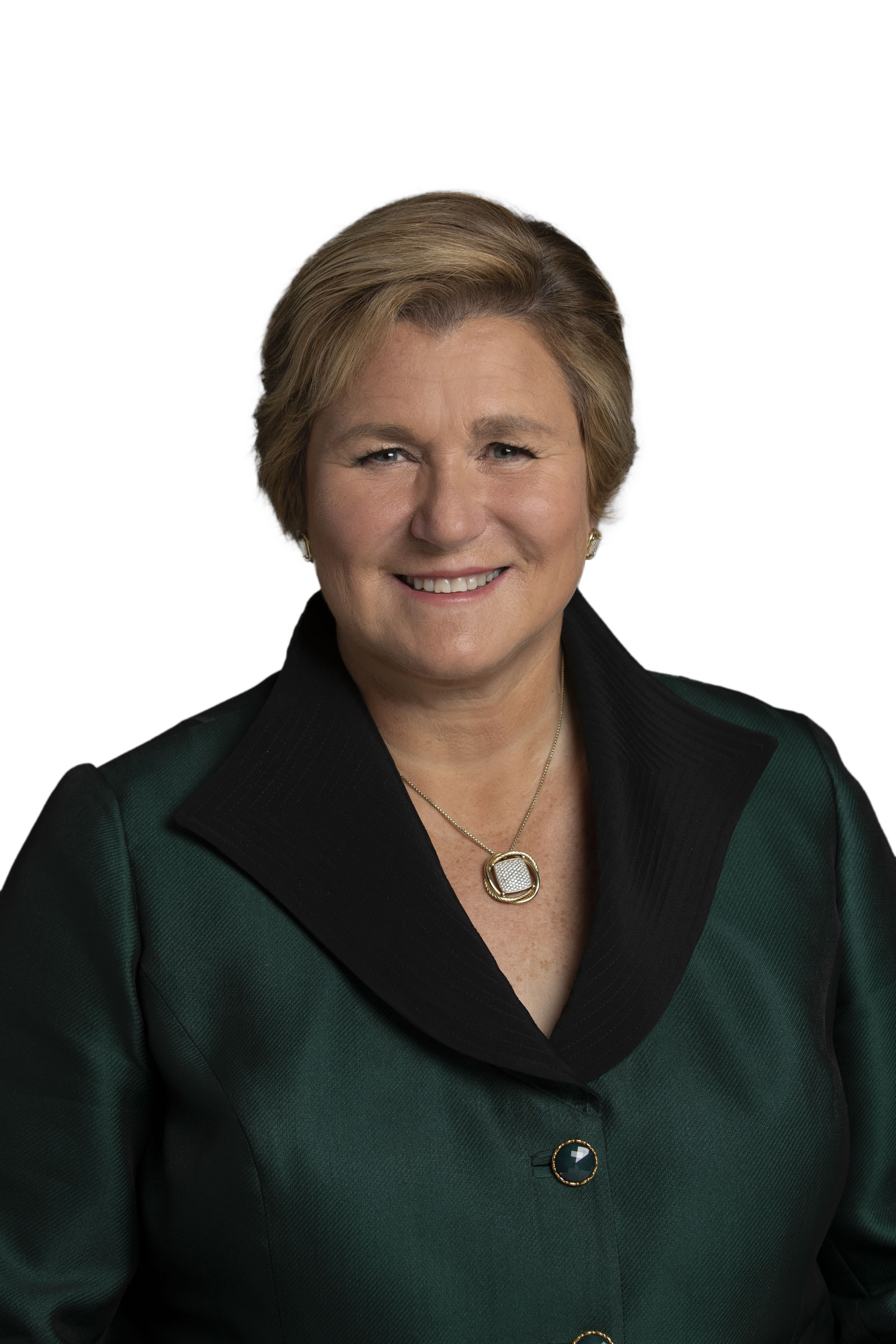
Gail Koziara Boudreaux (2022)

Gail Koziara Boudreaux (* 1960) ist eine US-amerikanische Geschäftsfrau, Managerin und Funktionärin im Gesundheitswesen der Vereinigten Staaten. Seit November 2017 ist sie Präsidentin und CEO des US-amerikanischen Krankenversicherungsunternehmens Anthem, dem nun zweitgrößten amerikanischen Unternehmen mit einer Frau als CEO. Das Magazin Forbes listete sie 2020 auf Platz zehn der Liste einflussreichsten Frauen der Welt.

## Leben
Die im Jahr 1960 geborene Gail Koziara besuchte die Chicopee Comprehensive High School in Chicopee im US-Bundesstaat Massachusetts. Sie studierte Psychologie und Soziologie am Dartmouth College. Von 1978 bis 1982 war sie Teil des Frauen Basketball Teams der Universität, das zwischen 1979 und 1982 vier Ivy League Meisterschaften in Folge gewinnen konnte. Während ihrer Zeit in Dartmouth wurde sie drei Mal Ivy League Player of the Year. Im Jahr 1982 schloss sie ihr Studium mit dem Titel Bachelor of Arts cum laude ab.
Später besuchte sie die Business School an der Columbia University und schloss ihr Studium 1989 mit Auszeichnung und dem Titel MBA in Finance and Healthcare ab.

## Sportliche Erfolge und Ehrungen während der Ausbildung
Mit ihrem Basketball-Team an der Chicopee Comprehensive High School gewann Koziara zweimal die Landesmeisterschaft von Massachusetts. Mit 17 Jahren erzielte sie im Durchschnitt 23,4 Punkte und 20 Rebounds pro Spiel für das Mädchenbasketballteam ihrer Schule. Schließlich erzielte sie  mit 1.719 Karrierepunkten einen Schulrekord und wurde in ihrem letzten Jahr zur Parade All American ernannt.
Im College war sie von 1978 bis 1982 eine herausragende Spielerin für das Frauen-Basketballteam der Dartmouth University Dartmouth Big Green. An der Dartmouth University wurde sie die führende Torschützin und Rebounderin aller Zeiten mit 1.933 Punkten und 1.635 Rebounds in 89 Spielen. In drei aufeinanderfolgenden Spielzeiten wurde sie zur Ivy-League-Spielerin des Jahres ernannt und war zweimal Academic All-American.
Die NCAA ehrte Koziara mit dem Silver Anniversary Award. Sie wurde in die New England Basketball Hall of Fame und in die Liste der Dartmouth's Wearers of the Green Hall of Fame aufgenommen. Sie führte das Big Green-Team zur ersten seiner vielen Ivy League-Meisterschaften. Sie gewann auch vier Ivy League-Titel im Frauen-Kugelstoßen in Folge mit einem Wurf von 46 Fuß, vier Zoll in ihrem letzten Jahr.

## Berufliche Karriere
Koziara arbeitete 20 Jahre lang beim Krankenversicherungsunternehmen Aetna. Im Jahr 2002 wurde sie zur Präsidentin von Blue Cross. Blue Shield. of Illinois ernannt und wurde Executive Vice President der übergeordneten External Operations Health Care Service Corporation. Im Mai 2008 wurde sie Executive Vice President von UnitedHealthcare bei der UnitedHealth Group. Von Januar 2011 bis November 2014 war sie Chief Executive Officer von UnitedHealthcare, dem größten Versicherer in den USA, der 45 Millionen Kunden mit einem Umsatz von 120 Milliarden US-Dollar betreut.
Nach ihrem Rücktritt von ihrem Amt als CEO von UnitedHealthcare im Herbst 2014 gründete sie 2015 eine eigene Firma, die GKB Global Health, LLC, eine Strategie- und Unternehmensberatungsfirma für das Gesundheitswesen, und wurde deren Geschäftsführerin.
Am 6. November 2017 wurde Boudreaux zur Präsidentin und CEO des Krankenversicherungsunternehmens Anthem Inc. ernannt, das damit zum zweitgrößten US-amerikanischen Unternehmen mit einer Frau als CEO avancierte.

## Familie
Gail Koziara Boudreaux ist mit Terry Boudreaux verheiratet und Mutter zweier Söhne.

## Preise und Auszeichnungen
Von 2008 bis 2014 stand sie auf der Liste der mächtigen Frauen (list of powerful women) des Magazins Fortune und erreichte Platz 25.
Von 2008 bis 2014 war Boudreaux laut Forbes eine der 50 mächtigsten Frauen im amerikanischen Geschäftsleben (50 Most Powerful Women in American Business). Zusätzlich wurde sie in die Forbes-Liste Forbes The 100 Most Powerful Women in The World aufgenommen. Das Minneapolis/St. Paul Business Journal zählte sie zu den TOP 25-Industrieführern, und sie wurde in die Today’s Chicago Woman list of 100 Women of Influence aufgenommen. Modern Healthcare zählte sie zu den mächtigsten Personen im Gesundheitswesen (Most Powerful People in Healthcare).
Im Jahr 2018 wurde sie mit dem Billie Jean King Contribution Award geehrt.
Im Jahr 2020 stand sie auf Platz 10 der Forbes-Liste The 100 Most Powerful Women.